# Bahadurgarh
Bahadurgarh é uma cidade  no distrito de Jhajjar, no estado indiano de Haryana.

## Geografia
Bahadurgarh está localizada a 28° 41′ N, 76° 55′ L. Tem uma altitude média de 206 metros (675 pés).

## Demografia
Segundo o censo de 2001, Bahadurgarh tinha uma população de 119 839 habitantes. Os indivíduos do sexo masculino constituem 55% da população e os do sexo feminino 45%. Bahadurgarh tem uma taxa de literacia de 71%, superior à média nacional de 59,5%; com 60% para o sexo masculino e 40% para o sexo feminino. 14% da população está abaixo dos 6 anos de idade.